# سعدآباد، هند
سعدآباد (به انگلیسی: Sadabad) یک منطقهٔ مسکونی در هند است که در بخش هاتراس واقع شده‌است.

## خصوصیات
سعدآباد  ۳۱٬۷۳۷ نفر جمعیت دارد و ۱۷۵ متر بالاتر از سطح دریا واقع شده‌است.